# AFC Leopards SC
L'AFC Leopards SC, també conegut com a "AFC" o "the Leopards", és un club de futbol kenyà de la ciutat de Nairobi.

## Història
El club es fundà l'any 1964 amb el nom d'Abaluhya FC després de la fusió de diversos clubs petits. El nom canvià a All Footballers Club-Leopards el 1980, quan el govern kenyà prohibí el nom Abaluhya, que feia referència a la tribu Luhya.

## Palmarès
- Campionat de Kenya de Futbol:[3]

1966, 1967, 1970, 1973, 1980, 1981, 1982, 1986, 1988, 1989, 1992, 1998
- Copa del President de Kenya:[4]

1967, 1968, 1985, 1991, 1994, 2001
- CECAFA Clubs Cup:[5]

1979, 1982, 1983, 1984, 1997